# Riogrande (Santa Rosa de Osos)
Riogrande es un centro poblado del municipio colombiano de Santa Rosa de Osos en Antioquia. Dista aproximadamente 19 kilómetros de su cabecera municipal y se encuentra ubicado en el extremo sur del municipio.
El centro poblado se encuentran claramente separados por el río Grande con el municipio de Donmatías.
El río a su vez se constituye cómo el límite municipal de Santa Rosa de Osos y Donmatías, por lo que este centro poblado se establece cómo la puerta de entrada de Santa Rosa para quienes viajan por la troncal a la costa en dirección sur-norte. Además del río, que es el límite natural, los 2 municipios son separados por un peaje vehicular.
Posee variados atractivos culturales y naturales cómo el resto de Santa Rosa de Osos; donde se destacan Las Cascadas y El Calvario De Palenque en la vereda del mismo nombre, La parroquia San Cayetano en La Plazoleta Principal, las ruinas de los campamentos de EPM, El puente colgante que separa al centro poblado con el municipio de Donmatías, la reserva natural La Sierra (además de múltiples afluentes con gran belleza paisajística). En la vereda Verbenal se tienen las riveras Santarrosanas sobre el embalse Riogrande II.
También cercanos al centro poblado pero en el municipio de Donmatías encontramos atractivos cómo la central Hidroeléctrica Ríogrande I con su embalse homónimo y el embalse de Quebradona. .

## Historia y geografía

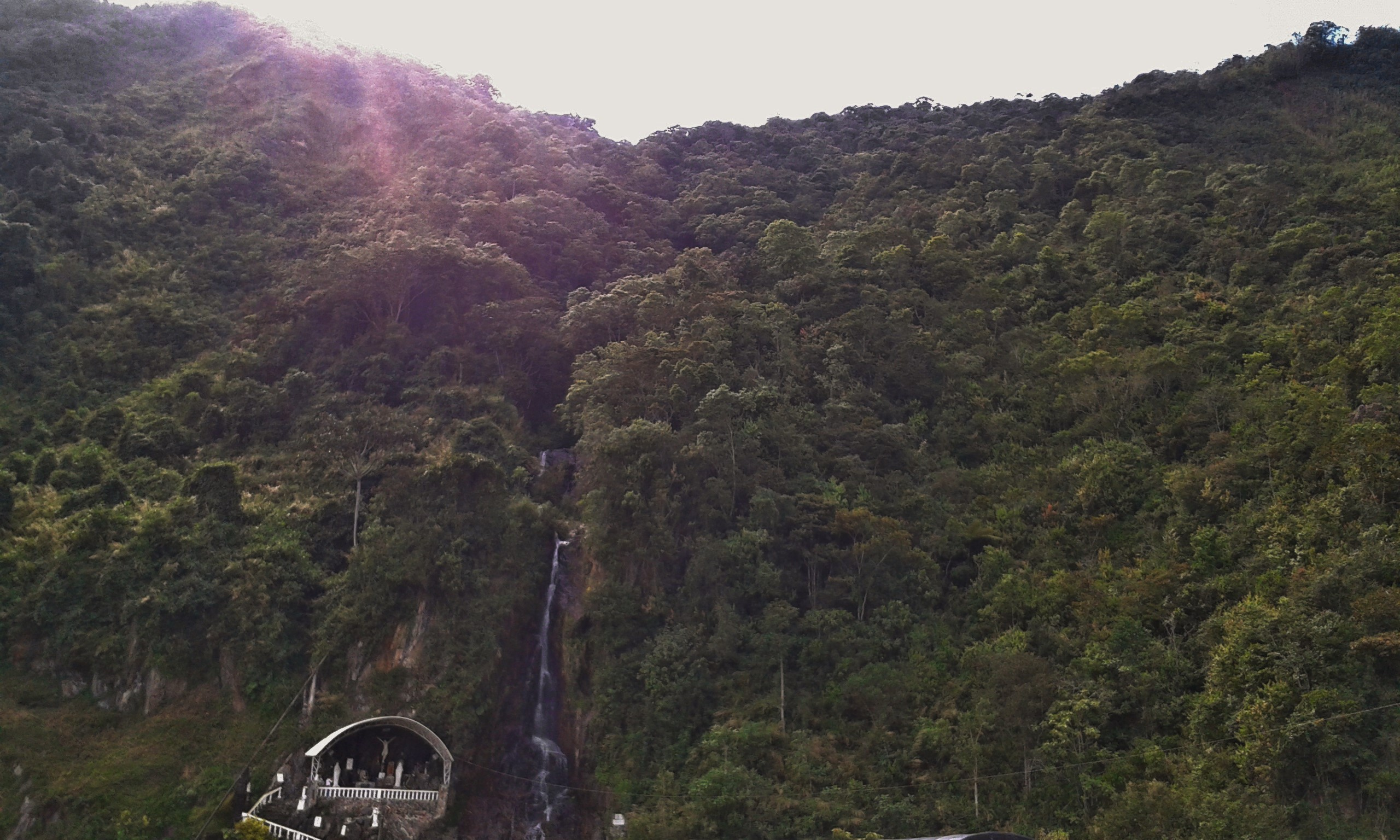
Cascada "Los Cristos" (una de las cascadas de Palenque) Calvario y reserva natural La Sierra.

Está ubicado en el sur del municipio, entre las regiones geográficas del Valle de los Osos y el Cañón del río Grande, El territorio que el gobierno de Santa Rosa de Osos administra desde la centralidad de Riogrande, limita al norte con las veredas de el área de influencia del centro poblado Hoyorrico, al oriente con las veredas de el área de influencia del centro poblado San Isidro, al sur con el municipio de Donmatías y al occidente con el cuerpo lacustre Riogrande II y las veredas administradas directamente por la cabecera urbana de Santa Rosa.
Ríogrande fue fundado el 24 de septiembre de 1748 con el nombre de Las Juntas, por los españoles Pedro José de Rojo, Francisco Piedrahíta y Simón Vélez, aunque no llegó a consolidarse sino hasta el siglo XX por lo que es uno de los centros poblados más recientes de Santa Rosa de Osos y es uno de los pueblos como tal más jóvenes del Municipio. Su desarrollo a diferencia del resto de los centros poblados se dio a raíz de la construcción de los embalses y centrales hidroeléctricas de Ríogrande I y II durante el siglo XX; donde los campamentos de EPM se establecieron en las partes bajas del actual poblado, en el sitio denominado hasta ese entonces como "Las Juntas", donde junto con el desarrollo de la troncal vial hacia la costa atlántica se propició un florecimiento económico bastante importante, que tuvo su decadencia con el funcionamiento y puesta en marcha de las hidroeléctricas, que además ocasionaron una reducción significativa del caudal del río que fue trasvasado a las centrales de Niquía y Tasajera especialmente, generando que el  río "Grande". en este sector no sea más que un recuerdo, pues en la actualidad el nivel de agua es mínimo la mayor parte del año.
El centro poblado se desarrolló principalmente hacia la margen izquierda del río donde se dio una urbanidad discontinua a lo largo de la carretera principal y se estableció una plaza y una iglesia sobre una colina al costado oriental de la vía, más abajo se encuentran las ruinas de los campamentos de EPM, lo que fue el Hospital y el instituto tecnológico, entre otras construcciones que revelan el pasado de  lo que alguna vez fue el motor económico de la región. Actualmente en este sector "abandonado" del centro poblado sólo funcionan activamente la cancha principal, la perrera municipal de Santa Rosa de Osos y la I.E.R. Horacio Toro Ochoa; sin embargo es la sede del macroproyecto "Ciudadela Ganadera del Norte Antioqueño", que se proyecta cómo el principal centro de servicios agroempresariales del municipio. 
El resto del centro poblado se desarrolla paralelo a la troncal viviendo de los beneficios económicos que esta presta aún; cómo el caso de lavaderos de carros, hospedajes y restaurantes; todo ello en el lado Santarrosano, lo cual propició el poblamiento de una vereda al otro lado del río en el Municipio de Donmatías; donde en la actualidad puede constituirse altamente en un futuro un nuevo centro poblado con interacción con este.
Posee un clima ligeramente templado, que es apreciable especialmente en las épocas secas del año (al menos en comparación con la cabecera municipal de Santa Rosa de Osos). Hecho que se evidencia con la presencia de especies de flora propias de climas más cálidos; aunque la mayor parte del año predominan las temperaturas frías. 
El centro poblado posee aspectos ambientales considerables, como importantes fuentes de agua entre las que se destacan  las Quebradas: Palenque, Las Juntas, Las Ánimas, La Pulga, La Cerveliona, el  río Grande. y la quebrada La Pava que atraviesa el poblado. Todas sus veredas están en su mayoría dedicadas a extensas reservas naturales; Palenque tiene gran parte de su territorio en la reserva La Sierra, Verbenal en el bosque protector del embalse Riogrande II y también La Sierra, Las Ánimas por su parte posee la gran mayoría del territorio en la reserva del cerro San Isidro.

CIFRAS Y DATOS:
- En cuanto a territorio, con una estimación de 39 kilómetros cuadrados, equivalentes al 4,8% del territorio municipal, es el centro poblado menos extenso — y con 603 habitantes, el menos poblado. A su vez con 15,46 habitantes por kilómetro cuadrado es el menos densamente poblado del municipio.
- Su parroquia es creada por el decreto 12 del 18 de noviembre de 1992. por la diócesis de Santa Rosa de Osos
- Se erige como centro poblado por Acuerdo n.º 028 (26 de noviembre de 2004). Concejo municipal Santa Rosa de Osos.

## Demografía
- Población             = 603
- Población Urbana         = 306
- población al año         = 2015
- Densidad poblacional = 15,46 habitantes por kilómetro cuadrado

Equivale al 1.63% de la población municipal